# Yesterday's Wine
Yesterday's Wine  es el decimotercer álbum de estudio del músico estadounidense Willie Nelson publicado por la compañía discográfica RCA Records en 1972. En las primeras etapas de su contrato con RCA Victor, Nelson no obtuvo éxitos significantes. En 1970, sus grabaciones alcanzaban la mitad de la tabla de éxitos. Además, Nelson perdió el dinero de sus derechos de autor al financiar giras sin éxito que no generaban suficientes beneficios. También sufría problemas personales al divorciarse de su mujer, Shirley Collie, y sufrir el incendio de su rancho en Tennessee.
Después de trasladarse a un nuevo rancho en Bandera (Texas), Nelson recibió la llamada del productor Felton Jarvis para preguntarle por las sesiones de grabación programadas. En aquel momento, Nelson no tenía material escrito, por lo que regresó a Nashville y escribió nuevos temas para usar con otros de su viejo repertorio. Estas nuevas canciones fueron grabadas en dos días.
Yesterday's Wine, como álbum conceptual, relata la historia del "hombre imperfecto" desde el momento de su nacimiento hasta su muerte. RCA publicó los sencillos "Yesterday's Wine" y "Me and Paul". El primero llegó a la lista Hot Country Singles de Billboard, aunque el álbum no entró en ninguna lista de éxitos. Frustrado por el fallo, Nelson decidió retirarse temporalmente de la música sin finiquitar su contrato con RCA, aunque regresó un año después. 

## Lista de canciones
Todas las canciones compuestas por Willie Nelson.
| Cara A |                                                                               |          |  |
| N.º    | Título                                                                        | Duración |  |
| 1.     | «Intro: Willie Nelson and Band" / "Medley: Where's the Show; Let Me Be a Man» | 3:41     |  |
| 2.     | «In God's Eyes»                                                               | 2:23     |  |
| 3.     | «Family Bible»                                                                | 3:12     |  |
| 4.     | «It's Not for Me to Understand»                                               | 3:06     |  |
| 5.     | «Medley: These Are Difficult Times" / "Remember the Good Times»               | 3:17     |  |

| Cara B |                    |          |  |
| N.º    | Título             | Duración |  |
| 1.     | «Summer of Roses»  | 2:05     |  |
| 2.     | «December Day»     | 2:19     |  |
| 3.     | «Yesterday's Wine» | 3:15     |  |
| 4.     | «Me and Paul»      | 3:50     |  |
| 5.     | «Goin' Home»       | 3:06     |  |

## Personal
- Willie Nelson – guitarra acústica y voz.
- William Paul Ackerman – batería.
- Jerry Carrigan – batería.
- Roy M. "Junior" Huskey – bajo.
- Dave Kirby – guitarra.
- Charlie McCoy – armónica.
- Weldon Myrick – pedal steel guitar.
- Hargus "Pig" Robbins – piano y órgano.
- Jerry Lee Smith – piano.
- Jerry Smith – piano.
- Buddy Spicher – violín.
- Norman Spicher – violín.
- Jerry Stembridge – guitarra.
- Bobby Thompson – banjo.
- Herman Wade – guitarra.
- Chip Young – guitarra.
- Dave Zettner – guitarra.